# فرجينيا تومسون
فرجينيا تومسون هي راقصة على الجليد كندية، ولدت في القرن العشرين.